# Хехцир
Хехци́р — невысокий горный хребет на юге Хабаровского края России.

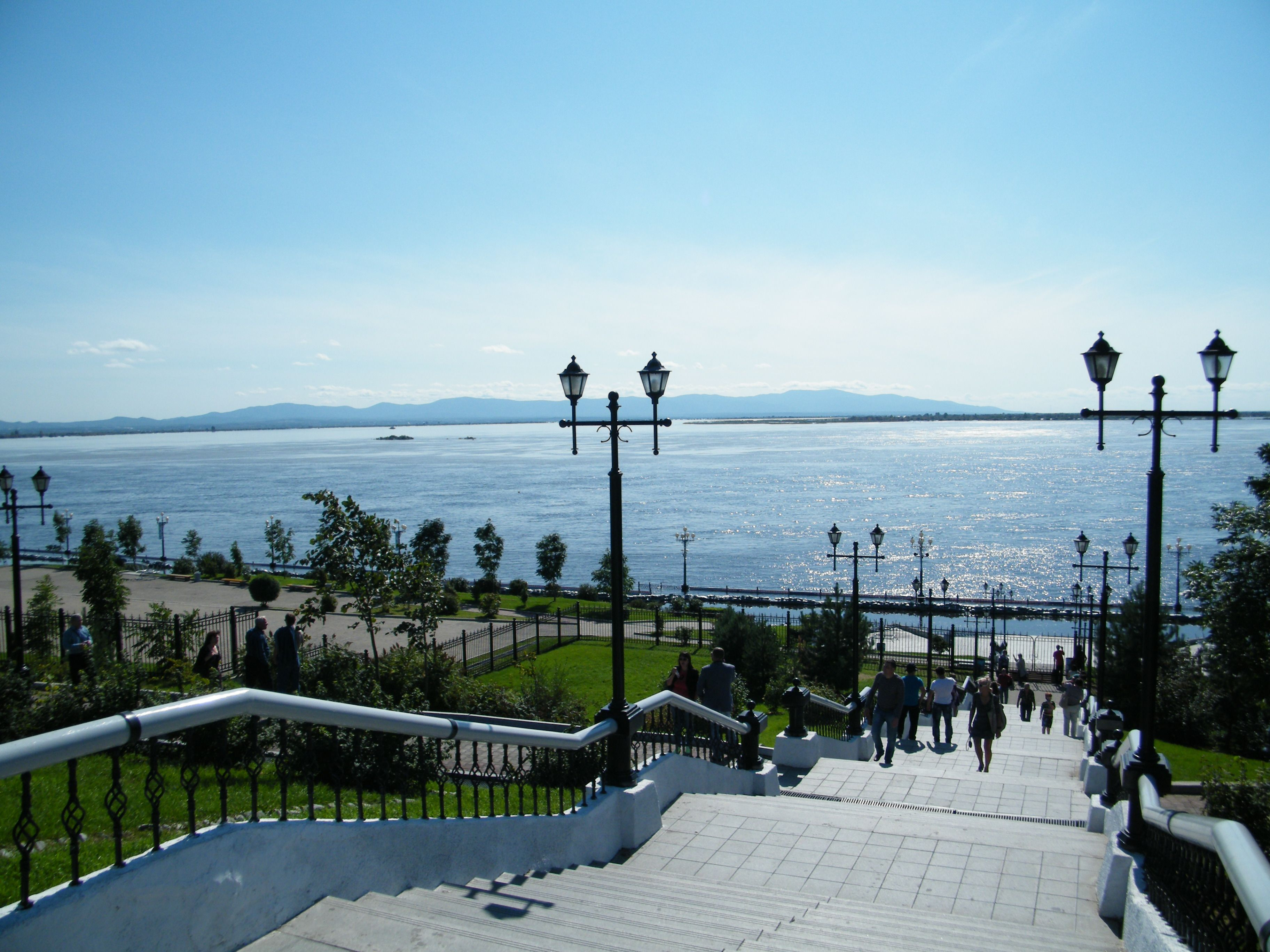
Вид на Хехцир с Комсомольской площади Хабаровска;
Амур в дни наводнения, август 2013 г.

## География

Вид на Большой Хехцир с окрестностей пос. Осиновая Речка

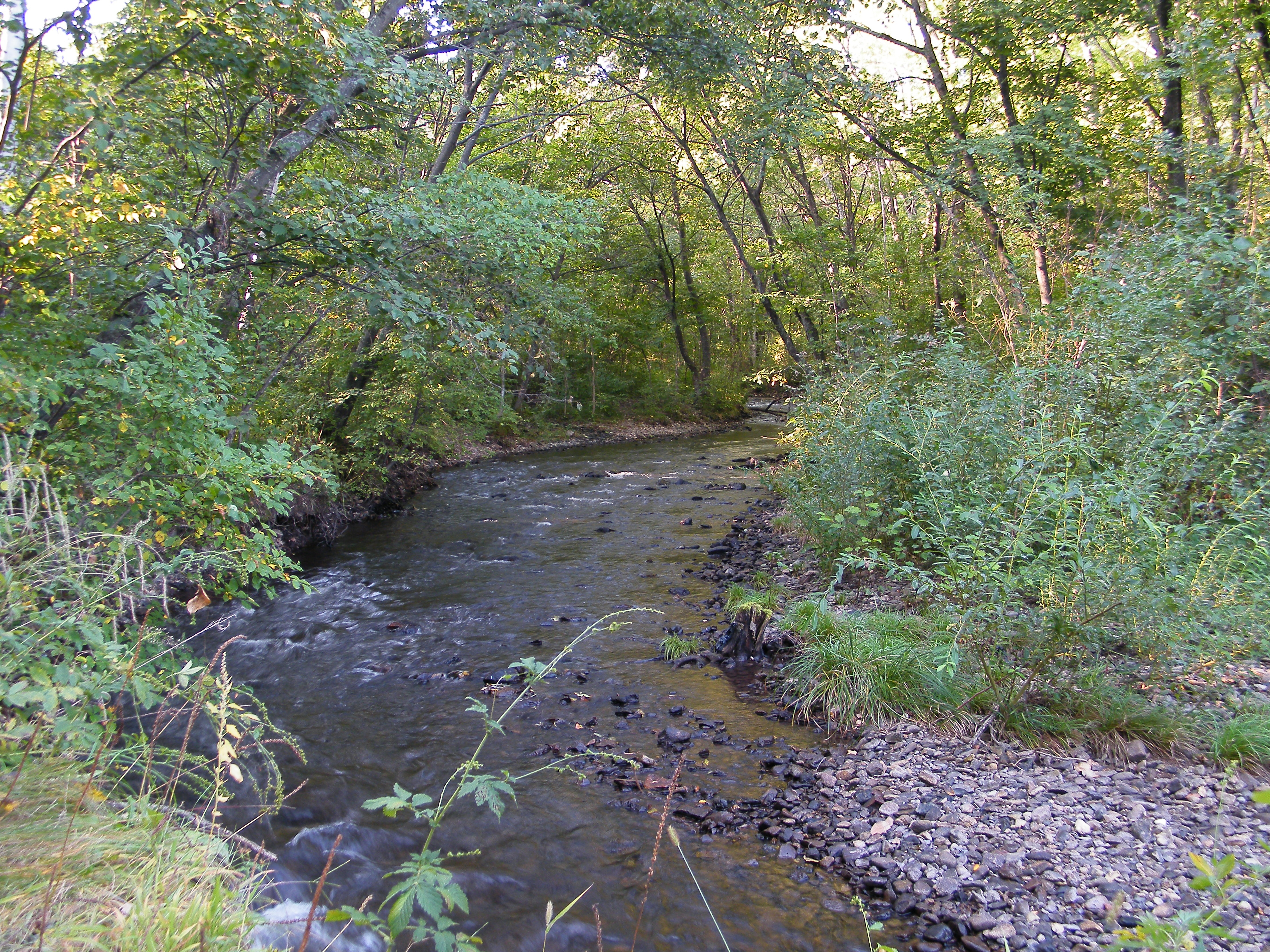
Река Бычиха, впадает в Амурскую протоку.

Расположен в 12—30 км к югу от Хабаровска, в 3 км к югу от пос. Бычиха. Небольшой по размерам хребет (35 км в длину и около 10 в ширину) возвышается над окружающей Амуро-Уссурийской низменностью, которая местами сильно заболочена. Распадается на два массива: более крупную и гористую западную с максимальной высотой 950 м (Большой Хехцир) и небольшую холмистую восточную с максимальной высотой 413 метров (так называемый Малый Хехцир). Речная сеть густа. Самой полноводной рекой является Чирки, остальные реки малые.

## Флора

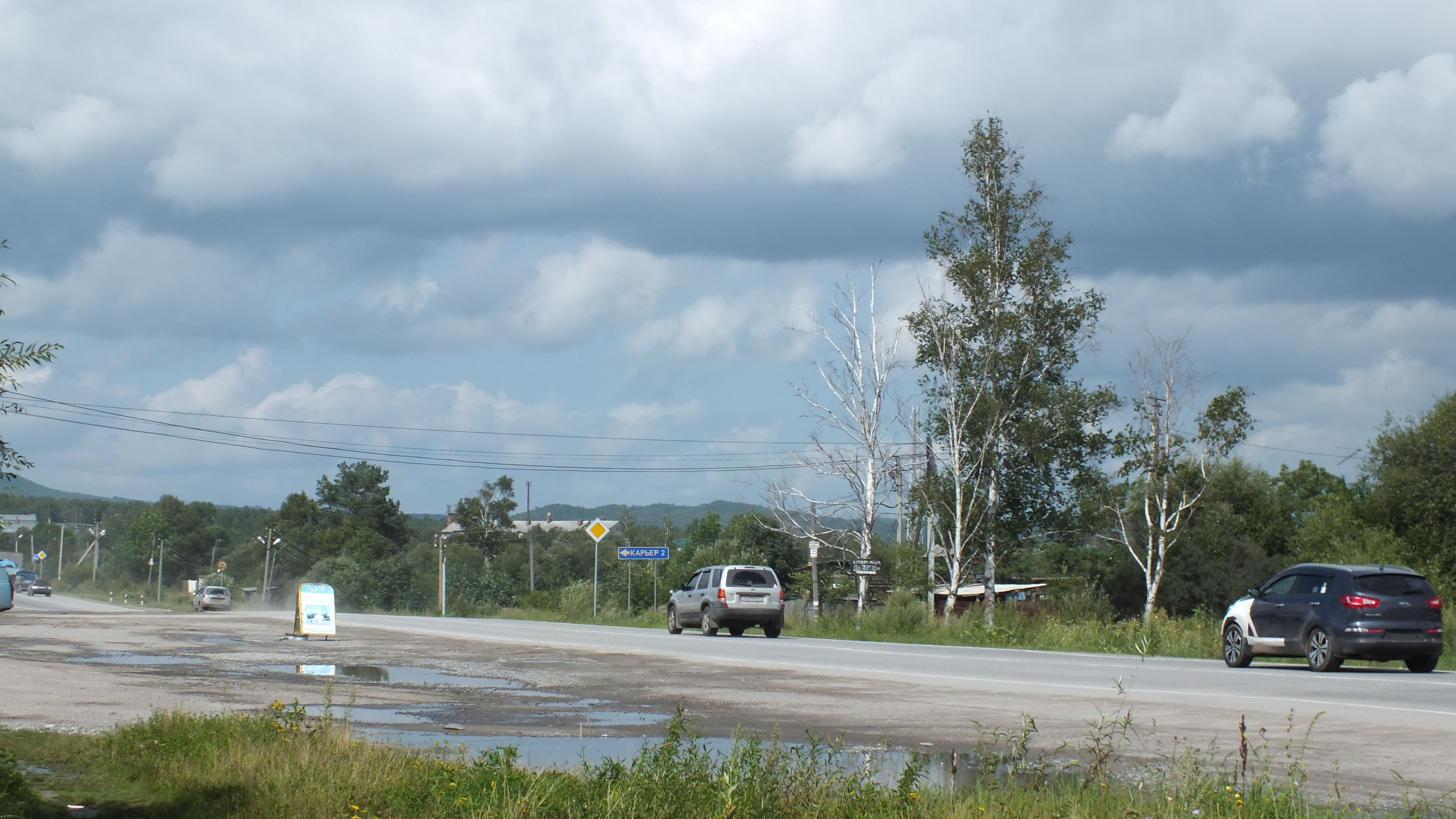
Горные вершины Хехцирa над посёлком Корфовский

Флора хребта носит умеренно-муссонный характер. У подножий гор много лиан дикого винограда. Здесь произрастают различные виды берёз, клёнов, лип, ильмов, елей, черёмух, амурский бархат, маньчжурский орех, монгольский дуб. На высотах выше 50—100 метров над уровнем моря хвойно-широколиственные леса уступают место темнохвойным (кедры, пихты, ели). Останцы и курумники лишены растительности. Среди млекопитающих выделяются медведь, соболь и амурский тигр. В связи с близостью Хабаровска хребет довольно рано испытал на себе негативные последствия антропогенного фактора (расширение лесозаготовок, отстрел диких животных). Ситуацию к лучшему изменило постепенное создание Большехехцирского заповедника, площадь которого к 1973 году достигла 12 000 гектаров. Администрация заповедника находится в селе Бычиха.

## Населённые пункты
Хребет Хехцир окружают:
- С севера: Казакевичево, Бычиха, Новотроицкое, Осиновая Речка, Восход, Корсаково-2, Корсаково-1, Краснореченское, Красная Речка, Ильинка, Некрасовка, Дружба, Лесное.
- На юге за рекой Чирки начинается район имени Лазо, в предгорьях хребта расположены одноимённая железнодорожная платформа и село Хабаровского района.
- В лощине между хребтами Большой Хехцир и Малый Хехцир расположены: Сосновка, пос. Хехцир и посёлок Корфовский с населением 5,8 тыс. человек (2011 г., перепись). В посёлке Корфовский находится ОАО «Корфовский каменный карьер», предприятия геофизики, переработка леса, Хехцирский опытный мехлесхоз и Хехцирское опытное лесное хозяйство. Хребет пересекают автотрасса «Уссури» и Дальневосточная железная дорога.[7]

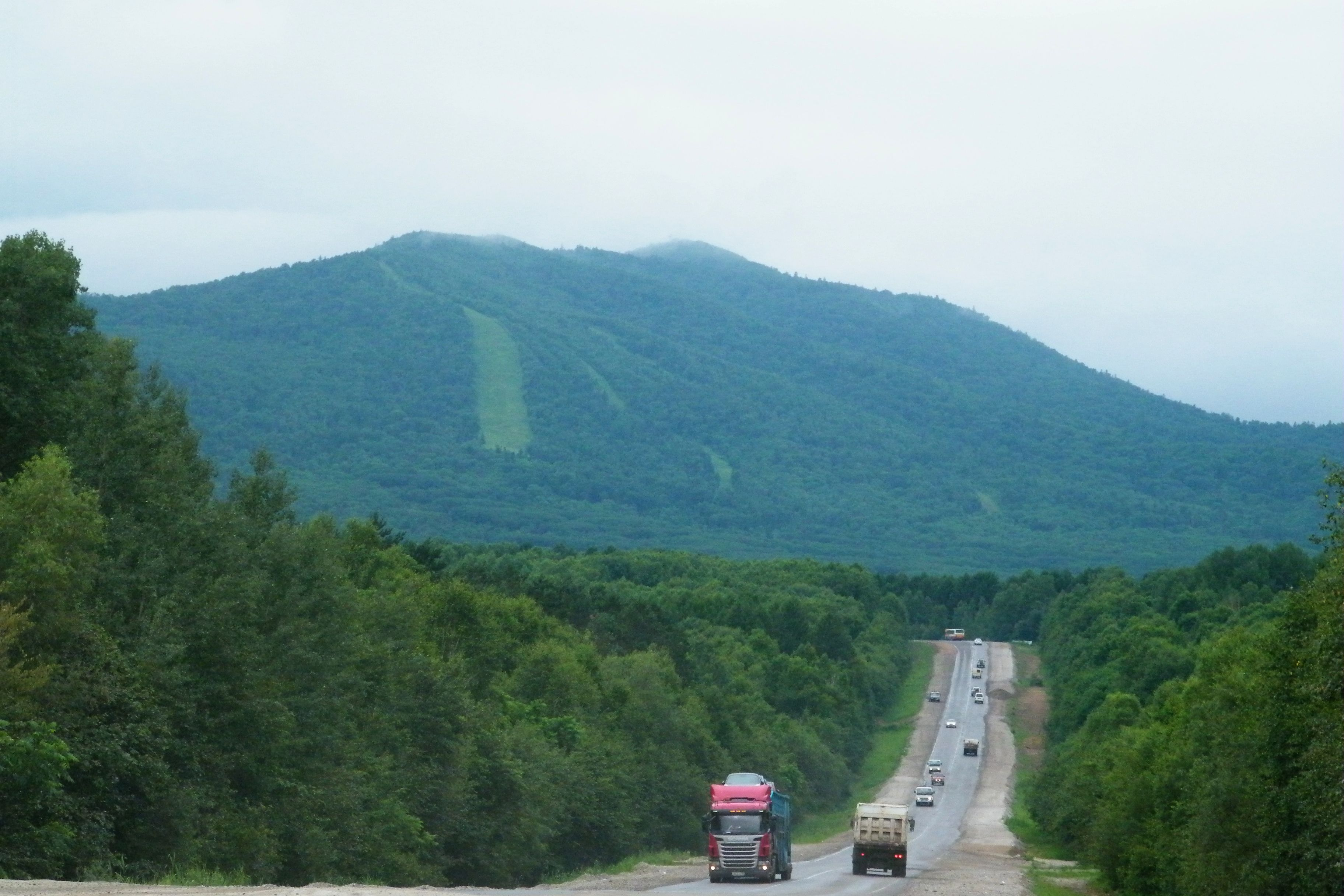
Горнолыжные трассы под Хабаровском, здесь в 1944 году упал «Боинг» В-29.

В населённых пунктах расположены сельскохозяйственные предприятия Хабаровского района, в окрестностях сёл — садоводческие общества хабаровчан, детские летние оздоровительные лагеря. В селе Бычиха — санаторий «Уссури» и дом отдыха «Дружба».

## История
20 августа 1944 года самолёты ВВС Армии США бомбили Японию, один из бомбардировщиков был подбит, на американскую военно-воздушную базу вернуться, вероятно, не мог и взял курс к союзникам, на советский Дальний Восток. Подбитый самолёт B-29A-1-BN № 42-93829 (по другим данным — № 42-9329) из 395-й эскадрильи 40-й группы перелетел через границу на реке Амур. Его подбили во время налета на сталелитейные заводы в Явате. Командир самолёта Р. Мак-Глинн, перетянув через реку, отдал приказ прыгать. Все члены экипажа благополучно приземлились на парашютах. Неуправляемый бомбардировщик врезался в сопку в районе Хабаровска. Останки самолёта, имевшего огромное значение для советской оборонной промышленности, были собраны и эвакуированы для изучения. В СССР таких самолётов ещё не было, на основе «Боинга» построен советский самолёт Ту-4, его точная копия. 14 июля 1977 года на высоте 550 метров на восточной стороне хребта Большой Хехцир потерпел крушение самолёт Ан-2, принадлежавший Дальневосточному УГА, регистрационный номер СССР-55723, заводской номер 1G49-15. В 2015 году на месте падения самолёта установлен Поклонный крест. Для эвакуации пришлось прорубить просеку, впоследствии названной Самолёткой. В 80-е годы лесная дорога Самолётка использовалась для установки и обслуживания Ретранслятора на высоте 700 метров. В 1979 году с северной стороны данной высоты горнолыжники Хабаровска собственноручно начали строительство горнолыжной трассы под названием Дерсу Узала. Возникшая горнолыжная база была оформлена под ДСО Зенит. В 1992-м году ДСО Зенит передало базу ДЮСШ Спартак города Хабаровска. Впоследствии данная трасса стала носить наименование Полковник.